# Cornelis August Wilhelm Hirschman
Cornelis August Wilhelm Hirschman (Medan, 1877. február 16. – Hollandia, Amszterdam, 1951. június 26.) holland bankár, a holland labdarúgás és a Nemzetközi Labdarúgó-szövetség (FIFA) sportvezetője. Nemzetközi forrásokban alkalmazott, rövidített neve Carl Hirschmann.

## Sportvezetőként
1897-ben a Holland labdarúgó-szövetség titkára. Jelen volt a FIFA  1904. május 21-én Párizsban történt megalapításánál. 1904–1906 között Robert Guérin alelnöke, 1906-tól kincstárnok. 1913-ban a Holland Nemzeti Olimpiai Bizottság (NOC) egyik alapítója, titkára és pénztárosa. 1906–1931 között megválasztották a 2. FIFA főtitkárnak. Az első világháborút követően Daniel Burley Woolfall halála miatt 1918 – 1921 között eljáró elnök. Eljáró elnökként Amszterdamban biztosított irodát a FIFA részér, a költségeket saját cége, a Effecten Co. finanszírozta. 1931-ben lemondott, mert a FIFA és a NOC tőkéjének jelentős részét az amszterdami tőzsde összeomlásakor elveszítette.